# 3 settembre
Il 3 settembre è il 246º giorno del calendario gregoriano (il 247º negli anni bisestili). Mancano 119 giorni alla fine dell'anno.

## Eventi
- 401 a.C. - Viene combattuta la battaglia di Cunassa tra l'esercito di Ciro il Giovane e quello del re persiano Artaserse II
- 36 a.C. - Nella battaglia di Naulochus, Agrippa, ammiraglio di Ottaviano, sconfigge Sesto Pompeo, figlio di Pompeo, mettendo fine all'opposizione pompeiana al Secondo triumvirato
- 301 - Tradizionale data di nascita della comunità del Monte Titano, poi Repubblica di San Marino.
- 568 - Alboino re dei Longobardi conquista Milano dando origine al Regno dei Longobardi in Italia
- 590 - Elezione di papa Gregorio I
- 1189 - Riccardo I d'Inghilterra viene incoronato a Westminster
- 1260 - I Mongoli vengono sconfitti dai Mamelucchi nella battaglia di Ayn Jalut
- 1458 - Canale d'Agordo si distacca dall'arcididiaconale di Agordo diventando Pieve di Canale
- 1651 - Guerra civile inglese: battaglia di Worcester - Carlo II d'Inghilterra viene sconfitto nell'ultima grande battaglia della guerra
- 1658  - In seguito alla morte di Oliver Cromwell, il figlio Richard eredità la leadership della Gran Bretagna
- 1777 - La bandiera statunitense sventola in battaglia per la prima volta a Cooch's Bridge nel Maryland
- 1783 - Guerra d'indipendenza americana: il Trattato di Parigi, firmato da Stati Uniti e Regno Unito, pone fine alla guerra
- 1791 - Approvazione da parte dell'Assemblea nazionale costituente francese della costituzione che sancisce la nascita della monarchia costituzionale
- 1826 - La USS Vincennes comandata da William Finch, salpa da New York e diviene la prima nave da guerra statunitense a circumnavigare il globo
- 1855 - Guerre indiane: nel Nebraska, 700 soldati guidati dal generale William Harney vendicano il Massacro di Grattan, attaccando un villaggio Sioux e uccidendo 100 uomini, donne e bambini
- 1860 - Inizia la prima conferenza mondiale di chimica, il Congresso di Karlsruhe
- 1861 - Guerra di secessione americana: il generale confederato Leonidas Polk invade il neutrale Kentucky, spingendo le autorità dello Stato a chiedere assistenza all'Unione
- 1892 - Il Nottingham Forest disputa la sua prima partita di calcio. Finisce 2-2 contro l'Everton
- 1911
  - Parma: Dorando Pietri corre e vince la sua gara d'addio
  - Viene inaugurata la linea ferroviaria Iseo-Rovato, derivazione della Ferrovia Brescia-Iseo-Edolo e primo nucleo della Ferrovia Cremona-Iseo.
- 1914 - Il cardinale Giacomo della Chiesa diventa papa con il nome di Benedetto XV
- 1929 - Il Dow Jones raggiunge il valore massimo del tempo (381,17), seguito a breve dal crollo della borsa del 1929
- 1934 - A Torino si chiudono i 1° Campionati europei di atletica leggera
- 1935 - Sir Malcolm Campbell raggiunge 304,331 miglia orarie sul Bonneville Speedway nello Utah, diventando la prima persona a guidare un'automobile sopra le 300 miglia orarie
- 1939 - Seconda guerra mondiale: Francia, Australia e Regno Unito dichiarano guerra alla Germania; Domenica di sangue di Bydgoszcz
- 1941 - Seconda guerra mondiale: nel Campo di concentramento di Auschwitz i nazisti usano per la prima volta il gas tossico Zyklon B per sterminare i prigionieri
- 1943 - Seconda guerra mondiale: inizia l'invasione della penisola italiana da parte delle truppe alleate, per la prima volta nel corso della guerra. Il generale Giuseppe Castellano plenipotenziario del governo guidato dal Maresciallo d'Italia Pietro Badoglio firma a Cassibile l'armistizio corto; verrà reso noto l'8 settembre con il famoso proclama alla radio
- 1950 - Nino Farina su un'Alfa Romeo 159 (F1) vince il primo campionato mondiale di Formula 1 della storia nel Gran Premio d'Italia a Monza
- 1954 - L'Esercito Popolare di Liberazione inizia il bombardamento dell'isola di Quemoy e delle isole Matsu, controllate dalla Repubblica Cinese
- 1965 - Vaticano: papa Paolo VI pubblica l'enciclica "Mysterium Fidei", sulla dottrina e il culto dell'eucaristia
- 1967
  - Dagen H ("Giorno H") in Svezia: il traffico passa dalla guida a sinistra a quella a destra
  - Nguyễn Văn Thiệu viene eletto presidente del Vietnam del Sud
- 1971 - Il Qatar riottiene l'indipendenza dal Regno Unito
- 1976 - Programma Viking: la sonda Viking 2 atterra a Utopia Planitia, su Marte e scatta le prime foto ravvicinate a colori della superficie del pianeta
- 1978 - Santa Messa di inizio pontificato di papa Giovanni Paolo I (Albino Luciani): è la prima volta che un papa sceglie di non essere incoronato
- 1982 - Muore a Palermo a seguito di un agguato mafioso il generale Carlo Alberto dalla Chiesa
- 1992 - Nei cieli della Bosnia ed Erzegovina viene abbattuto un Alenia G-222 dell'Aeronautica Militare italiana, muoiono i 4 membri dell'equipaggio
- 2004 - La Strage di Beslan si conclude con la morte di circa 344 persone, principalmente bambini
- 2010 - Disastro aereo del Volo UPS Airlines 6

## Nati
Ci sono circa 1 090 voci su persone nate il 3 settembre; vedi la pagina Nati il 3 settembre per un elenco descrittivo o la categoria Nati il 3 settembre per un indice alfabetico.

## Morti
Ci sono circa 460 voci su persone morte il 3 settembre; vedi la pagina Morti il 3 settembre per un elenco descrittivo o la categoria Morti il 3 settembre per un indice alfabetico.

## Feste e ricorrenze

### Civili
Nazionali:
- Australia - Giorno della bandiera
- Qatar - Giorno dell'indipendenza (dalla Gran Bretagna, 1971)
- San Marino - Festa nazionale
- Tunisia - Giorno della memoria

### Religiose
Cristianesimo:
- San Gregorio I detto Magno, papa e dottore della Chiesa
- San Pio X, papa e confessore (messa tridentina)
- Sant'Aigulfo di Lerins, abate
- Sant'Ausano di Milano, vescovo
- Santa Basilissa di Nicomedia, vergine e martire
- San Crodegango di Seez, vescovo
- Santa Febe, coadiutrice di san Paolo
- Santi Giovanni Pak Hu-jae e compagni, martiri
- San Mac Nisse, vescovo
- San Mansueto di Toul, vescovo
- San Marino, diacono
- San Martiniano di Como, vescovo
- San Remaclo, abate e vescovo
- San Sandalio di Cordova, martire
- San Vitaliano da Capua, vescovo
- Beato Alberto Besozzi, eremita a Leggiuno
- Beati Andrea Abel Alricy e 71 compagni, martiri dei massacri di settembre
- Beato Andrea Dotti, servita
- Beato Bartolomeo Gutierrez e compagni martiri
- Beata Brigida Morello (Brigida di Gesù), fondatrice delle Suore orsoline di Maria Immacolata
- Beato Claudio Bochot, sacerdote e martire
- Beato Claudio Ponse, canonico regolare, martire
- Beato Commendatore di Cordova, mercedario, martire
- Beato Eustachio Felix, sacerdote e martire
- Beati Giovanni Battista Bottex, Michel-François de LaGardette e Francesco Giacinto le Livec de Tresurin, martiri dei massacri di settembre
- Beato Giovanni Carlo Maria Bernarde du Cornillet, canonico regolare, martire
- Beato Jean-Charles Caron, sacerdote vincenziano, martire
- Beato Giovanni Enrico Gruyer, sacerdote vincenziano, martire
- Beato Giovanni Francesco Bonnel de Pradal, canonico regolare, martire
- Beato Giovanni Luigi Schmid, sacerdote e martire
- Beato Giuliano Francesco Hedouin, sacerdote e martire
- Beato Guala de Roniis, vescovo
- Beato Louis-Joseph Francois, sacerdote vincenziano, martire
- Beato Nicolas Colin, sacerdote vincenziano, martire
- Beato Renato Maria Andrieux, sacerdote gesuita, martire

Religione romana antica e moderna:
- Vittoria di Augusto in Sicilia